# Stražnja mozgovna arterija
Stražnja mozgovna arterija (lat. arteria cerebri posterior) je parna krvna žila koja okisgeniranom krvlju opskrbljuje stražnji dio   velikog mozga. 
Stražnje mozgovne arterije nastaju kada se osnovična arterija (lat. arteria basilaris) podijeli se na dvije zvaršne grane, na dvije stražnje mozgovne arterije. Stražnja mozgovna arterija putem svojeg ogranaka, stražnje spojne arterije (lat. arteria communicans posterior), anastomozira s istostranom srednjom mozgovnom arterijom (lat. arteria cerebri media) ) i zajedno čine dio Willisova arterijskog prstena (lat. circulus arteriosus cerebri).

## Ogranci
Stražnja mozgovna arterija u svome tijeku daje brojne ogranke koji se mogu podijeliti na kortikalne (površinske, obodne) i centralne (dubinske, ganglijske):
Završne grane stražnje mozgovne arterije su:
- lat. arteria temporalis posterior
- lat. arteria occipitalis interna, (koja se podijeli na lat. arteria calcarina i lat. arteria parieto-occipitalis)

- Kortikalni ogranci stražnje mozgovne arterije se mogu podijeliti na: 
  - lat. rami temporales
  - lat. rami occipitales
  - lat. rami parietoocipitales

- Centralni ogranci su ogranci koji polaze od Willisovog prstena ili početnih dijelova mozgovnih arterija koje čine taj prsten. Jedna od centralnih ogranaka stražnje mozgovne arterije je lat. arteria choroidea posterior. Centralni ogranci se dijele prema području prstena od kojeg polaze na:
  - posteromedijalne (uglavnom ogranci stražnje mozgovne arterije)
  - posterolateralne (uglavnom ogranci stražnje mozgovne arterije)
  - anteromedijalni i anterolateralni ograni su uglavnom ogranci srednje i prednje mozgovne arterije